# Lisa Lejeune
Pour les articles homonymes, voir Lejeune.
 (juin 2022).
Lisa Lejeune née le 5 août 1998, est une joueuse néerlandaise de hockey sur gazon. Elle évolue au HGC et avec l'équipe nationale néerlandaise.

## Carrière
- Elle a été appelée en équipe première en 2021 pour concourir à la Ligue professionnelle 2021-2022 sans jouer le moindre match[1].

## Palmarès
- : 2e à la Ligue professionnelle 2021-2022.